# クラクフ経済大学
クラクフ経済大学（英語: Cracow University of Economics 略称:UEK）は、クラクフに本部を置くポーランドの公立大学である。1925年設立。
ポーランドの5つの公立経済大学（ワルシャワ、クラクフ、ポズナン、カトヴィツェ、ヴロツワフ）の中では最大、クラクフの大学ではヤギェウォ大学、AGH科学技術大学に次いで3番目の規模である。

## 概要・沿革
経済学系、行政学系、経営学系の3学部を擁している。大学院の研究とMBAコースでは、ポーランド語と英語による約30分野のプログラムを提供している。
起源は1925年5月25日設立の「WHS」と呼ばれる私立学校である。第二次世界大戦中は、建物がナチス・ドイツにより押収されたため閉校することとなった。ナチス・ドイツから解放された後、教育を再開するが、1950年共産当局により大学が国有化される。その後、数回の大学名変更など経て2007年7月6日に現在の名称になる。

## 組織構成

### 学部
- 経済・金融・法学部
  - 経済学研究所
  - 金融学研究所
  - 社会学定量的研究所
  - 法学研究所

- 経済行政学部
  - 空間管理学・都市学研究所
  - 政治学・社会学・哲学研究所
  - 公共政策学・公共管理学研究所

- 経営・品質科学部
  - 品質科学・製品管理学研究
  - 経営学研究所

## 主な出身者
- ベアタ・シドゥウォ - 政治家、元ポーランド首相